# Secretar de stat
Secretarul de stat este un înalt funcționar public sau demnitar din administrația publică centrală a României care îndeplinește funcții de conducere în cadrul ministerelor și altor instituții ale guvernului. Acesta este subordonat direct ministrului, nu este membru al Guvernului, coordonează specifice domenii de activitate din minister. În anumite cazuri, pot exista mai mulți secretari de stat cu atribuții dinstincte într-un singur minister.
Pe lângă ministere, secretarii de stat pot activa și în alte structuri guvernamentale, precum Secretariatul General al Guvernului, Departamentul pentru Situații de Urgență (autorități aflate în subordinea prim-ministrului), Secretariatul de Stat pentru Culte (agenții naționale sau instituții autonome cu rol executiv).

## Atribuții
Atribuțiile secretarului de stat sunt stabilite prin ordin al ministrului sau prin regulamente interne și pot include:
- coordonarea unor direcții generale sau departamente;
- semnarea de acte administrative în numele ministrului;
- reprezentarea ministerului în relația cu alte autorități;
- supervizarea programelor sau proiectelor guvernamentale.

Secretarul de stat nu participă la ședințele de Guvern decât în mod excepțional, când este invitat să susțină proiecte legislative sau rapoarte.

## Condiții de eligibilitate
Secretarii de stat nu sunt aleși prin vot popular și nu sunt desemnați pe cale parlamentară. Aceșstia sunt numiți și revocați de către prim-ministru la propunerea ministrului.
- Cetățenia română
- Vârsta minimă de 18 ani
- Studii superioare în domeniul relevant (în administrația publică sau în domeniul ministerului)
- Experiență profesională relevantă (în administrația publică sau în domeniul ministerului)
- Nu poate ocupa funcții executive sau de reprezentare politică (ca și subordonat al ministrului)
- Să nu aibă antecedente penale
- Să respecte condițiile legale de integritate.

## Salariu
În ianuarie 2024, salariul maxim brut al unui secretar de stat era de 26.400 lei.
Pe lângă salariul de bază, secretarii de stat pot beneficia de:
- Sporuri pentru condiții speciale
- Sporuri pentru vechime
- Indemnizații pentru titlul științific de doctor
- Decontarea cheltuielilor de cazare dacă nu au domiciliul în București sau locuință de serviciu sau compensații pentru chirie.
- Mașină de serviciu cu șofer.[5]